# 誕生寺 (奈良市)
誕生寺（たんじょうじ）は、奈良県奈良市三棟町にある浄土宗の寺院（尼寺）。誕生堂・三棟殿ともいう。

## 概要
奈良時代、当麻曼荼羅で知られる中将姫の父、横萩右大臣豊成の邸があったとされる場所に建ち、中将姫生誕地と伝わる。一説には古く、釈迦誕生仏を安置したためとも伝わる。
創建・沿革は未詳だが、文政9年（1826年）本堂再建を記した文書が伝わる。中将法如とその両親がまつられるが、もと御殿が3つ並んでいたことより、三棟殿とも呼ばれたという。

## 境内

### 本堂
内陣中央に厨子入り本尊中将法如尼坐像をまつる。右脇壇に法然上人坐像・阿弥陀如来像・厨子入阿弥陀如来・二十五菩薩を巧みに刻んだ来迎仏などが安置されている。左脇壇には、豊成公坐像・紫の前坐像・長谷型十一面観音と両脇侍像がまつられている。

### 極楽堂
庭園の小高いところにあり、阿弥陀如来を安置する。その下に石造中将姫坐像や、二十五菩薩の石仏が来迎の形を模して並んでいる。産湯の井戸もそこにある。

### 薬師堂
山門の外、参道に面してあり、薬師如来・弘法大師・青面金剛をまつる。

### 稲荷社
山門を入って左側にあり、吉高大明神をまつる。

## 文化財・旧跡
- 天平12年（740年）光明皇后祈願の断簡[1]
- 二十五菩薩石仏 - 江戸時代[1]
- 木造中将姫像 - 毎年4月13・14日に開帳される[1]。
- 中将姫産湯の井戸
- 中将姫源信往生図 - 中将姫のため二十五菩薩が来迎し、極楽殿に大きく阿弥陀如来などを曼荼羅風に描いたもの[2]。
- 絹本著色中将姫曼荼羅図（奈良市史料保存館） - 奈良市指定文化財・絵画（平成8年4月11日指定）、毎年4月13・14日に開帳される[1]。
- 絹本著色天神像 - 室町時代[2]

## ギャラリー

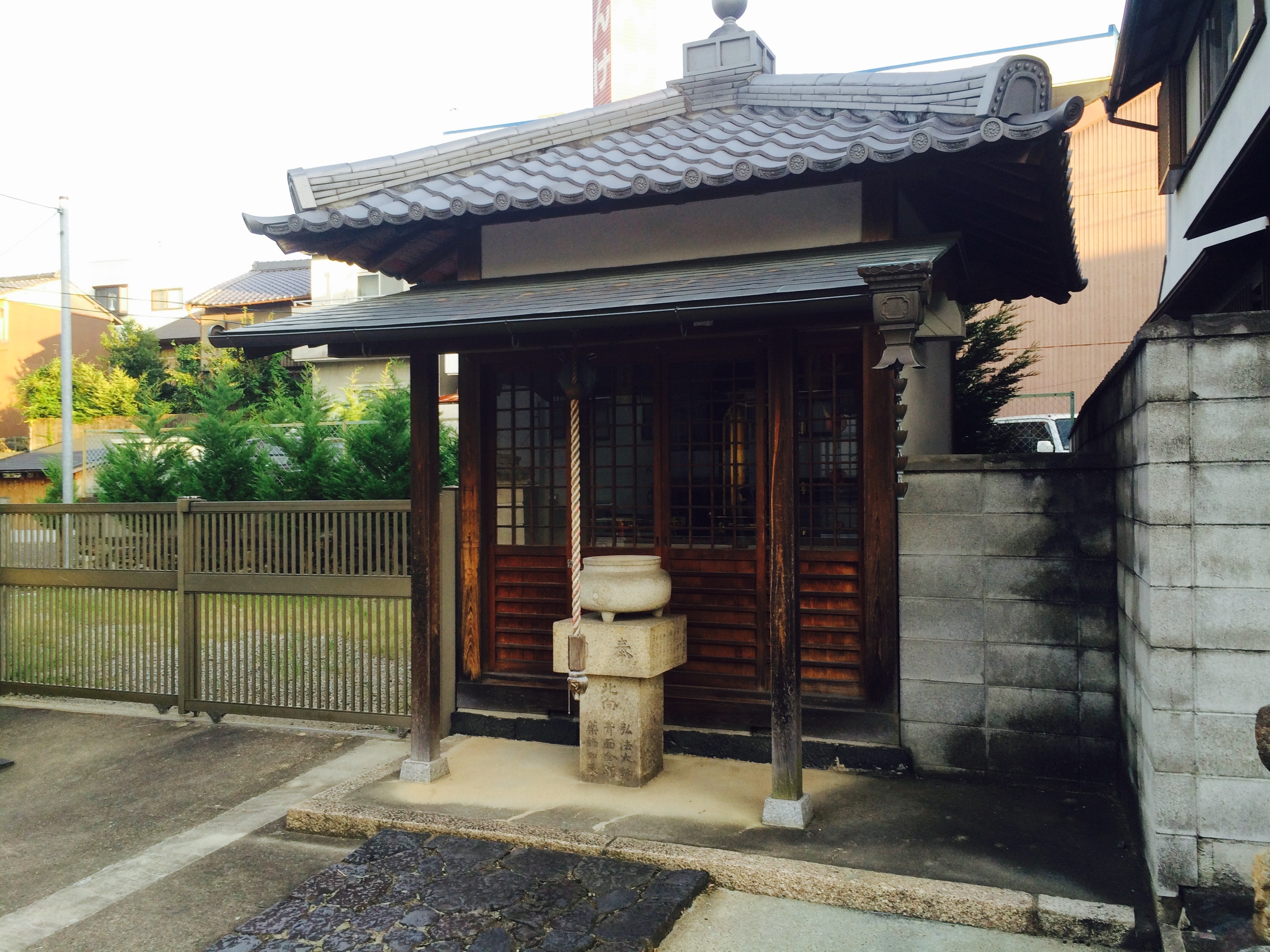
薬師堂
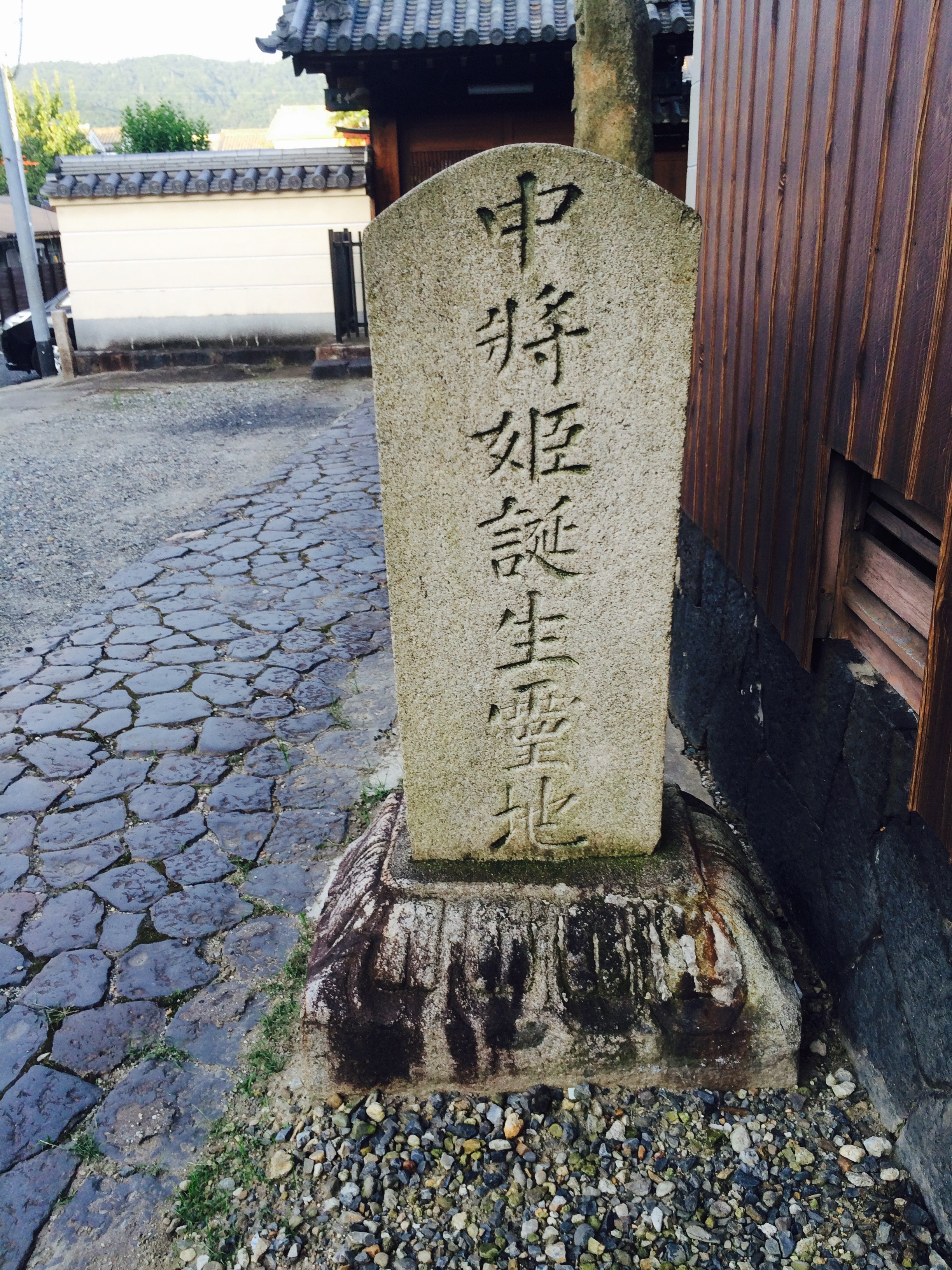
中将姫誕生霊地の碑